# Hokuto no Ken 7: Seiken Retsuden - Denshōsha e no Michi
Hokuto no Ken 7: Seiken Retsuden - Denshōsha e no Michi (北斗の拳７ 聖拳列伝 伝承者への道) est un jeu vidéo de combat en 2D développé par Shouei System et édité par Toei Animation en décembre 1993 sur Super Famicom, uniquement au Japon. Il s'agit d'une adaptation du manga Ken le Survivant et est la suite du jeu Hokuto no Ken 6: Gekitō Denshōken - Haō heno Michi,. Le jeu comprend un mode deux joueurs et contient neuf arènes.

## Synopsis
Dans l'univers post-apocalyptique de Ken le Survivant, les trois écoles d'arts martiaux du Hokuto, Nanto, and Gento sont en guerre pour dominer le monde.

## Système de jeu
C'est un jeu de combat un contre un. En mode solo, 8 personnages sont jouables:
- Kenshiro,
- Heart (non jouable),
- Shin,
- Rei,
- Kiba Daiô (non jouable),
- Shuh,
- Souther,
- Juza,
- Raoh.

## Accueil
Le jeu a été critiqué pour sa réalisation, et a souffert de la comparaison avec Street Fighter II sorti l'année précédente.